# Організаційна структура управління
Організаці́йна структу́ра управлі́ння (або субординаці́йна структу́ра) — упорядкована сукупність служб, відділів, підрозділів і окремих посадових осіб, що знаходяться у взаємозв'язку і співпідпорядкованості і виконують певні управлінські функції

## Типологія організаційних структур
Кількість та склад типів організаційних структур в різних літературних джерелах коливається від п'яти до тридцяти.

Найчастіше зустрічаються:
- лінійні,
- функціональні,
- лінійно-функціональні,
- дивізіональні,
- матричні структури.

Дещо рідше в окремі типи виділяють лінійно-штабні (або просто штабні), проектні та програмно-цільові.